# Furfural
Furfural (dawna nazwa: furfurol) – organiczny związek chemiczny z grupy aldehydów. Jest związkiem heterocyklicznym z 5-członowym pierścieniem zawierającym atom tlenu (formalnie pochodna furanu). Nazwa związku pochodzi od surowca, z którego furfural jest otrzymywany (łac. furfur – otręby).

## Zastosowanie
Furfural stosowany jest m.in. do otrzymywania, tworzyw sztucznych (fenoplasty, żywice furanowe), barwników, fungicydów, antybiotyków (furylofuramid, nitrofurazon – semikarbazon 5-nitro-furfuralu), w rafinacji olejów oraz jako rozpuszczalnik.
Z furfuralu działaniem parą wodną na katalizatorze otrzymuje się furan, a poprzez redukcję alkohol furfurylowy (furfurol) oraz tetrahydrofuran.

## Otrzymywanie
Furfural otrzymuje się przemysłowo przez hydrolizę pentozanów zawartych w odpadach przemysłu celulozowego, słomie, czy otrębach zbożowych za pomocą kwasów nieorganicznych do pentoz (głównie ksylozy). W tych samych warunkach, w jakich zachodzi hydroliza, cukry te ulegają dehydratacji i cyklizacji z utworzeniem furfuralu:
C5H10O5 → C5H4O2 + 3 H2O
W laboratorium furfural można otrzymać ze zmielonych kolb kukurydzy, poprzez ogrzewanie materiału roślinnego z 10% kwasem siarkowym i chlorkiem sodu, zbierając destylujący furfural w odbieralniku.